# نيرغال أوشيزيب
نرغال أوشيزيب واختصارا يسمى شوزوب هو ارستقراطي بابلي ملك على بابل لمدة سنة في عام 694 ق م قام العيلاميون بتنصيبه ملكا على بابل وذلك بعد ان نجح العيلاميون في اقتحام مدينة بابل التي كانت تحت السيطرة الاشورية وقاموا بقتل ملكها الاشوري السابق اشور نادين شومي ابن ملك آشور سنحاريب.
نرغال اوشيزيب لم يستطع الحكم الا لمدة سنة فقط، إذ ان سنحاريب اراد ان ينتقم لمقتل ابنه اشور نادين شومي فاندلعت معركة قرب مدينة
نيبور بين الآشوريين والكلدان، فانتصر الاشوريين اما نرغال اوشيزيب استطاع الهروب ولم يعرف مصيره، لكن الأمير الكلداني موشيزيب مردوخ استطاع يسيطر على الحكم في بابل فخلف نرغال اوشيزيب .